# Karl Baedeker
 (novembre 2015).
Si vous disposez d'ouvrages ou d'articles de référence ou si vous connaissez des sites web de qualité traitant du thème abordé ici, merci de compléter l'article en donnant les références utiles à sa vérifiabilité et en les liant à la section « Notes et références ».
Karl Baedeker, né à Essen le 3 novembre 1801 et mort à Coblence le 4 octobre 1859, est un libraire et écrivain allemand connu pour son succès dans le domaine des guides de voyage grâce à l'introduction du format « de poche ».

## Biographie

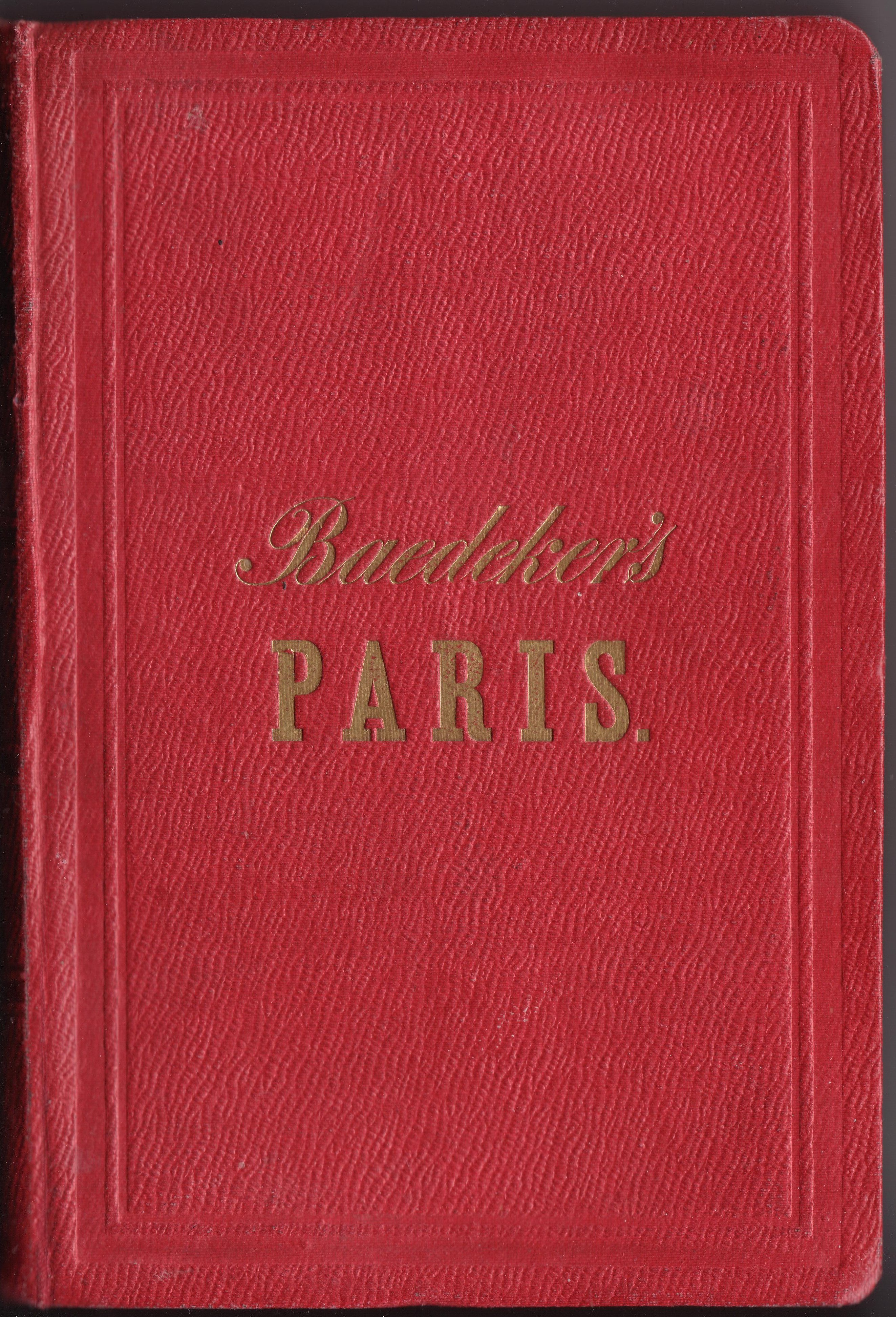
Paris 1860.

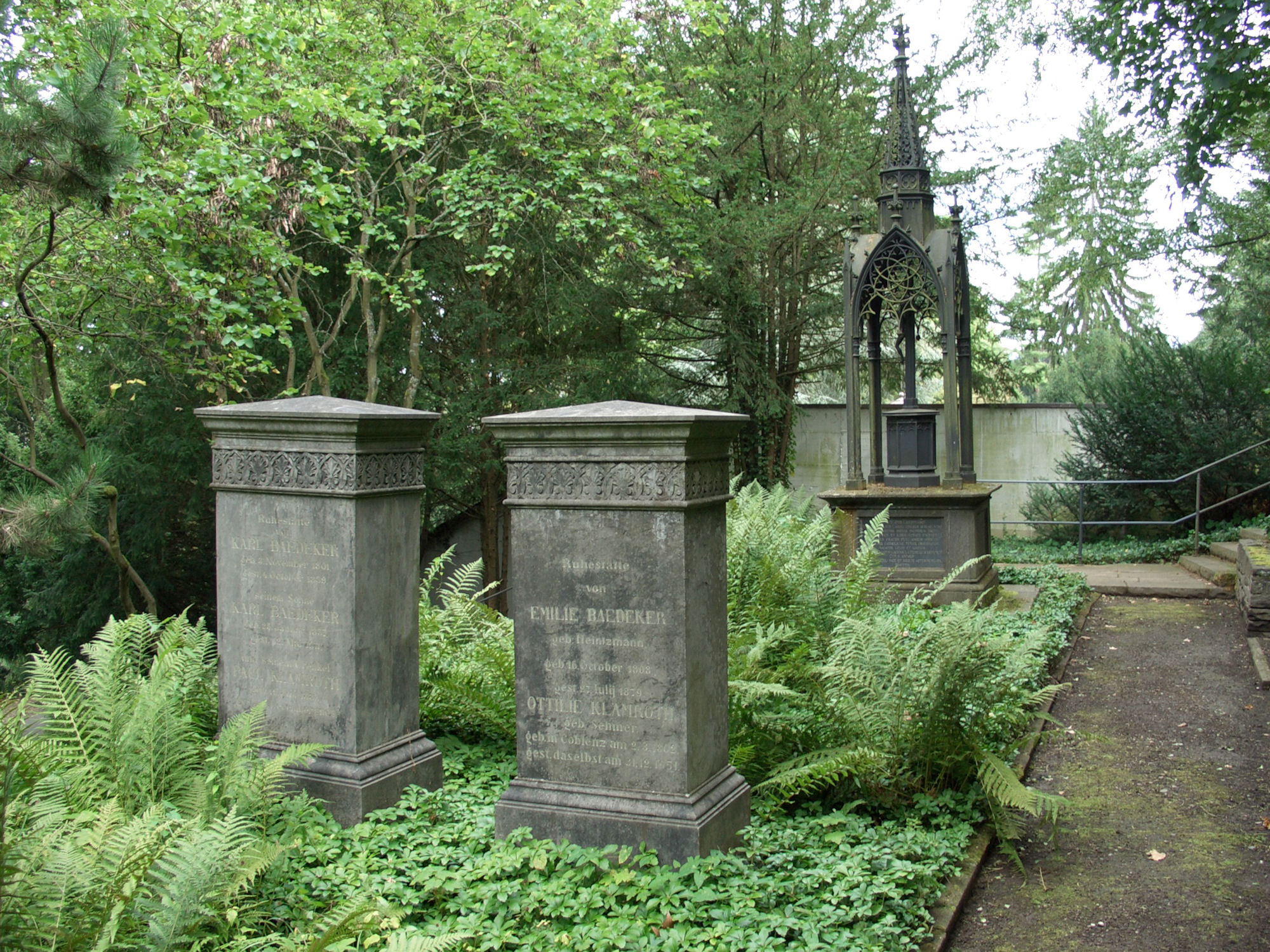
Tombe de Baedeker (à gauche) à Coblence.

Karl Baedeker est le fils d'un éditeur et libraire, Gottschalk Diedrich Baedeker.
Dans un premier temps, Karl Baedeker se contente de traduire les guides du britannique John Murray ; il s'associe à lui et finit par le supplanter dans ce secteur.
En 1828, il publie la seconde édition d'un guide touristique (Rheinreise von Mainz bis Köln) qui est considérée comme le modèle initial du nouveau format qu'il propose.
Il révolutionne le monde du guide de voyage en développant le format « de poche » : jusqu'alors, en effet, les guides destinés aux voyageurs étaient de véritables encyclopédies, souvent richement illustrées et qui, par suite, ne s'adressaient qu'à un public restreint. Les guides Baedeker pèsent pour leur part moins de 500 grammes ; les illustrations cèdent la place à de nombreuses cartes des villes et des lieux visités. Son objectif est de faciliter les visites touristiques tout en se passant des services d'un guide-conférencier. L'utilisation d'« étoiles » pour identifier les principaux lieux et les meilleurs hôtels est l'une des innovations notables de ses guides.
Karl Baedeker aura pour politique de publier la plupart de ses guides en trois langues : allemand, français (à partir de 1846) et anglais (à partir de 1861). À sa mort, beaucoup de destinations européennes possèdent leur guide. Après son décès la maison restera dirigée par des descendants. La bibliographie d'Alex Hinrichsen recense pour la période 1832-1944 : 477 éditions en allemand, 226 éditions en français, et 266 éditions en anglais. Ainsi le guide Baedeker est vraisemblablement le guide de voyage ayant acquis la plus grande notoriété dans le monde.
Baedeker regroupe également ses guides en une véritable collection dotée d'une identité visuelle : une reliure en toile rouge au lettrage doré. Enfin, il s'attache à la mise à jour régulière des informations.
Il précise au début de chaque ouvrage qu'il n'accepte aucune publicité, les appréciations (notamment pour les hôtels et les restaurants) sont donc données en toute impartialité.
Le grand intérêt de cette collection, à l'époque, était de présenter les facilités de transport qu'apportait le rail. Baedeker met au point une organisation remarquable : pour chaque titre de la collection, un coordinateur est nommé, assisté de collaborateurs ayant chacun une fonction nettement définie. Karl Baedeker rédige une grande partie des guides et revoit tous les titres avant leur publication. Il échange avec des experts et effectue des voyages incognito pour garantir la qualité de ses guides.
Le succès de ces guides est immédiat : Baedeker devient synonyme de précision et clarté, à tel point que durant la Seconde Guerre mondiale, les pilotes de l'armée allemande y ont recours. Aujourd'hui, certains de ces guides sont très recherchés par les collectionneurs.

## Le guide Baedeker au cinéma
Au cinéma (avec Peter Ustinov) et à la télévision (avec David Suchet), les deux versions de l'aventure d'Hercule Poirot Mort sur le Nil, d'après Agatha Christie, montrent clairement l'utilisation par Poirot et ses compagnons de voyage, du guide Baedeker sur l'Égypte avec sa couverture rouge caractéristique. Dans La muerte y la brújula (es), de Jorge Luis Borges, apparaît une page arrachée d'un Baedeker.
Le guide Baedeker est aussi maintes fois évoqué dans le film Chambre avec vue de James Ivory par les protagonistes lors de leur séjour touristique dans la région florentine.
Le guide est également évoqué dans la nouvelle Le droit romain n'est plus d'Aragon.